# Leptocyrtinus hebridarum
Leptocyrtinus hebridarum är en skalbaggsart som beskrevs av Stefan von Breuning 1943. Leptocyrtinus hebridarum ingår i släktet Leptocyrtinus och familjen långhorningar.
Artens utbredningsområde är Vanuatu. Inga underarter finns listade i Catalogue of Life.